# Roberto José da Silva
Dom Roberto José da Silva (Santos Dumont, 18 de março de 1965) é um bispo católico brasileiro e bispo da Diocese de Janaúba.

## Formação
Dom Roberto José da Silva Fez o curso fundamental e o médio, em Santos Dumont. O curso de Filosofia, no Seminário no Seminário Arquidiocesano de Santo Antônio, em Juiz de Fora, e e Teologia no Instituto Teológico de São Paulo (ITESP) em São Paulo. Em seguida obteve uma Licença em Teologia Espiritual na Pontifícia Universidade Gregoriana de Roma, além de cursos de Pedagogia no Centro de Ensino Superior de Juiz de Fora e de Orientação Profissional no Seminário Viamão-RS. Foi ordenado em 1994, e passou a integrar o clero da Arquidiocese de Juiz de Fora.

## Episcopado
Aos 12 de junho de 2019 foi nomeado bispo da Diocese de Janaúba pelo Papa Francisco e tomará posse da mesma no dia 8 de setembro de 2019. Escolheu como lema episcopal, um trecho do Evangelho de Lucas: Reconheceram-no ao partir o Pão -Lc 24, 13-35 . Foi ordenado bispo no dia  17 de agosto de 2019, às 15h na Matriz de São Miguel e Almas, em Santos Dumont, sua terra natal. Foi seu ordenante principal, Dom Gil Antônio Moreira , arcebispo metropolitano de Juiz de Fora, 
e os coordenantes foram; Dom Walmor Oliveira de Azevedo , arcebispo metropolitano de Belo Horizonte, e Dom João Justino de Medeiros Silva , arcebispo metropolitano de Montes Claros.